# Eckherhaus
Koordinaten: 48° 24′ 13,5″ N, 11° 45′ 10,9″ O

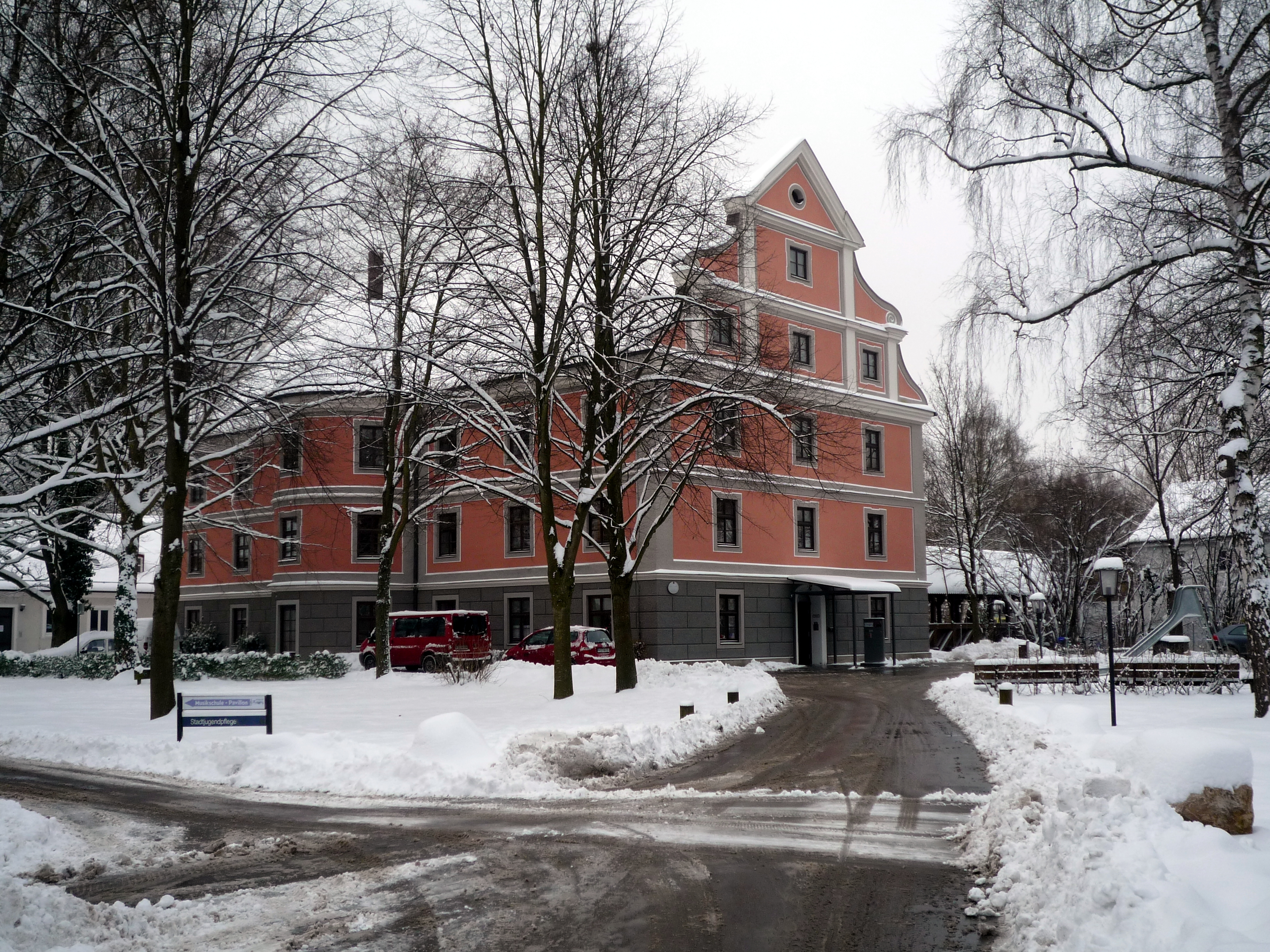

Das Eckherhaus ist ein denkmalgeschütztes ehemaliges Spital in Freising, das heute unter anderem die städtische Musikschule beherbergt. Benannt ist das Gebäude nach Johann Franz Eckher von Kapfing und Liechteneck während dessen Amtszeit das Gebäude errichtet wurde. Das Gebäude mit der Adresse Kölblstraße 2 liegt außerhalb der Freisinger Altstadt an der Moosach. Umgeben ist das Eckherhaus von einem Park.

## Beschreibung
Das Gebäude ist ein dreigeschossiger Satteldachbau mit barocken Volutengiebeln. An der Ostseite gibt es einen halbrunden Kapellenanbau. Die Kapelle erstreckte sich über alle drei Stockwerke und von zwei Emporen konnten Patienten von den oberen Stockwerken aus an der Messe teilnehmen. Die barocke Ausstattung der Kapelle wurde während des Dritten Reiches entfernt und der Raum durch das Einziehen von Zwischendecken geteilt.

## Geschichte

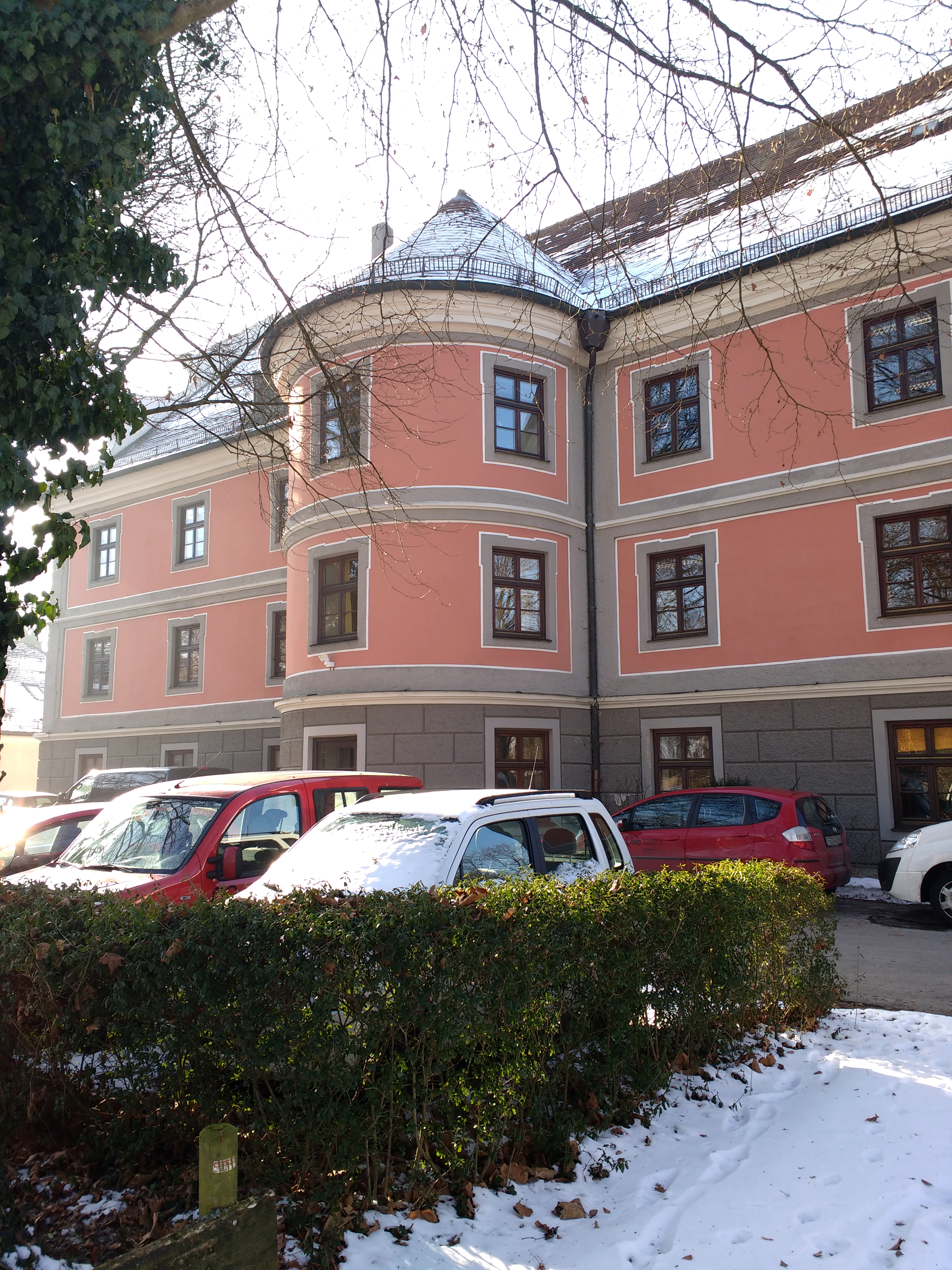
Der ehemalige Kapellenanbau an der Ostseite des Gebäudes

1704  taten sich Freisinger Bürger zusammen und gelobten ein Krankenhaus zu bauen. Die Grundsteinlegung durch Fürstbischof Johann Franz Eckher für das vom Freisinger Hofmaurermeister Johann Jakob Maffiol errichtete Gebäude war am 24. Juni 1705. Fertiggestellt wurde das Krankenhaus 1706. Die Krankenhauskapelle wurde vom Fürstbischof am 8. Mai 1707 geweiht. Getragen wurde der Krankenhausbetrieb vom Freisinger  „Liebesbund“ einem gemeinnützigen Zusammenschluss Freisinger Bürger. Da die Kosten dadurch nicht vollständig gedeckt waren, musste die fürstbischöfliche Kammer jährlich Unterstützungszahlungen leisten.
Im Zuge der Säkularisation wurde das Krankenhaus dem Armenfond der Stadt Freising übergeben. Während der Säkularisation wurde auch das nahe gelegene Kloster Neustift aufgelöst und in der Folge als Kaserne genutzt (bis 1905). Da dort kein eigenes Lazarett zur Verfügung stand, wurde ein Teil des Krankenhauses als Militärlazarett an das Militär vermietet. 1823 kaufte das Militär die Dompropstei auf dem Domberg und nutzte diese als Lazarett. Da dort ein Knabenseminar eingerichtet werden sollte, wurde das Gebäude am Domberg am 14. November 1826 gegen das Krankenhaus an der Moosach getauscht und das Krankenhaus an der Moosach diente nur noch dem Militär. Die Freisinger Patienten wurden im Heiliggeistspital behandelt. Bis 1834 wurde das städtische Krankenhaus an der Kammergasse gebaut.
Während des Ersten Weltkriegs wurde es als Reservelazarett genutzt und nach Kriegsende 1918 geschlossen. Bedingt durch die Wohnungsnot kaufte die Stadt das Gebäude 1929 und funktionierte es zu einem Wohngebäude um. 1939 wurde das Gebäude erneut umgebaut und diente ab dann als Schülerinnenheim. Kurz vor Ende des Zweiten Weltkriegs wurde am 25. April 1945 wieder ein Krankenhaus eingerichtet, um das Krankenhaus an der Kammergasse zu entlasten. Auch in der Nachkriegszeit wurde das Krankenhaus weiter betrieben und 1952/53 sogar mit einer Isolierstation erweitert. Die Nutzung als Krankenhaus endete am 30. Juni 1972, bedingt durch die Eröffnung des neugebauten Kreiskrankenhauses Freising an der Mainburger Straße.
Nach der Sanierung bezogen 1979 die Stadtjugendpflege, die Volkshochschule, die städtische Musikschule und die Arbeiterwohlfahrt das Gebäude. Die Volkshochschule hat ihren Sitz inzwischen im ehemaligen Krankenhaus an der Kammergasse, das 1974 geschlossen wurde. Die Stadtjugendpflege nutzt eigene Gebäude in direkter Nachbarschaft zum Eckherhaus. Nutzer sind aktuell (2017) die Musikschule und die Arbeiterwohlfahrt.